# Cambridge Heath (stacja kolejowa)
Cambridge Heath – stacja kolejowa w Londynie obsługiwana przez brytyjskiego przewoźnika kolejowego National Express East Anglia, położona w dzielnicy Tower Hamlets. W systemie londyńskiej komunikacji miejskiej, należy do drugiej strefy biletowej. Stacja posiada połączenia kolejowe z London Liverpool Street, Enfield i Chingford, pomimo mylącej nazwy nie odjeżdżają stąd pociągi do Cambridge.